# Olympe Gilbart
Olympe Gilbart né à Saint-Trond le 7 juin 1874 et mort à Liège le 26 août 1958 est un homme politique belge et un militant wallon.
On peut le considérer au départ comme un libéral de gauche. L'un des premiers étudiants de philologie romane de l'Université de Liège, il est membre d'un petit parti intitulé Parti ouvrier libéral. Il participe déjà à un débat contradictoire sur la question wallonne en mai 1898. Il tient la chronique estudiantine dans L'Express. 

## L'homme politique libéral, le journaliste, le professeur
Il écrit aussi dans La Meuse dont il sera le rédacteur en chef de 1918 à 1940. Il est aussi professeur à l'Université de Liège où il occupe la chaire d'Histoire de l'art wallon de 1928 à 1946. Il consacre plusieurs études notamment à Octave Pirmez (1894), Edmond Glesener (1945) ainsi qu'à plusieurs peintres wallons.
Homme politique libéral, il siège au Conseil communal de Liège à partir de 1921 jusqu'à sa mort. Il est échevin de l'Instruction publique et des Beaux-Arts (1921-1927), de l'état civil et du ravitaillement (1945-1947), de l'état civil et des Beaux-Arts (1947-1952), à nouveau de l'état civil (1952-1958). 

Il est sénateur de Liège de 1939 à 1946 et se considère comme le représentant des Wallons au sénat. Il écrira après la guerre: 
«  Pendant les cinq années de cette horrible guerre, les possibilités wallonnes ont été étudiées rationnellement, les revendications dressées avec méthode dans le silence de la clandestinité! Nous voulons au minimum l'égalité. Ce qui veut dire que nous n'entendons plus nous laisser majoriser comme nous le faisons depuis cinquante ans. Je suis sans haine contre les Flamands non plus que contre les Bruxellois (encore que ces derniers se soient montrés extraordinairement incompréhensifs). Sans haine mais résolument hostile à ce qu'Edmond Picard appelait la solution middelmatique. »

## L'organisateur du Congrès wallon de 1905
C'est lui qui organisa le premier Congrès wallon à se tenir sur une ligne plus adéquate à la défense de la Wallonie qu'à la simple défense du français ou des francophones en général. IL exige la séparation administrative dès 1911 ; il est l'un des fondateurs de l'Assemblée wallonne où il représente Liège. Il est l'un des 50 signataires de l'Accord Schreurs-Couvreur de 1952. Il participa au Congrès national wallon des 20 et 21 octobre 1945. Le 25 octobre, il écrivit dans La Meuse tant à propos du vote en faveur de l'indépendance que celui de la réunion à la France : 
« Le second vote de repli et de conciliation de la part de ceux qu'on appela les extrémistes et les irrédentistes fut un  vote de réflexion et de sagesse. Si cette tentative loyale ne réussit pas ou se heurte à une mauvaise volonté systématique, les congressistes reprendront leur liberté. »

## Distinctions et hommages
- Commandeur de l'ordre de Léopold.
- Grand officier de la Couronne de Roumanie (en novembre 1928).

Une avenue de la ville de Liège porte son nom.